# Jinsha (Kinmen)
Jinsha (金沙鎮S, Jīnshā ZhènP) è un comune di Taiwan, situato nella provincia di Fujian e nella contea di Kinmen.